# クルト・クールマイ
クルト・クールマイ（Kurt Kuhlmey, 1913年11月19日 - 1993年4月30日）は、ドイツの軍人。第二次世界大戦中のユンカース Ju 87のパイロットであり、後にドイツ連邦空軍で少将となった。

## 経歴

### 初期の経歴
クールマイは、早くも15歳でグライダーのパイロットとしての教育を受けた。1933年にアビトゥーアを受けると、1934年にドイツ空軍に入り、戦闘機のパイロットとして訓練される。1936年、彼はシュヴェリーンのSG 162 (第162地上攻撃航空団）に配属され、1938年4月にはグラーツのSG 168に転任した。

### 第二次世界大戦
第二次世界大戦が始まると、SG 1の中隊長として、ポーランド侵攻、フランス侵攻、ノルウェー侵攻や地中海の戦いなど数多くの作戦に参加する。一例を挙げると、彼は1941年1月10日のイギリス空母イラストリアスに対する爆撃に加わっていた。1941年12月12日、アフリカにおける作戦の間にドイツ空軍の士官として初めてドイツ十字章（金章）を受章している。
彼の名を最も広く知らしめたのは、1943年10月18日から1944年12月まで務めた第3地上攻撃航空団の司令官として担った役割である。1944年6月12日、彼は「クールマイ戦闘団」とともにフィンランドに到着した。そこで彼は、タリ＝イハンタラの戦いにおけるドイツ-フィンランド連合軍の勝利と、それによるソ連軍のヴィボルグ-ペトロザヴォーツク攻勢の頓挫において決定的な役割を果たした。そのためクールマイは、フィンランドで現在もなお「救国の英雄」として称揚されている。1945年3月、第2地上攻撃航空団「インメルマン」の司令官に着任し、1945年4月20日まで務めた。終戦までにほぼ500回の出撃を果たし、大佐にまで昇進している。

### ドイツ連邦軍にて
1956年から1971年までドイツ連邦空軍に所属し、少将で退役した。
- 1956年: アメリカ合衆国でドイツ連邦空軍のジェット機パイロットとして訓練を受ける。
- 1958年: ドイツ空軍の監督官（Insizient)に就任。
- 1961年: ドイツ空軍の副幕僚長（Stellvertretender Inspekteur)および航空隊司令（General der Fliegerverbände）に就任。
- 1962年: 南部航空師団（Fliegerdivision Süd）の司令官に就任。
- 1963年: 第5空軍師団（5. Luftwaffedivision)の司令官に就任。
- 1968年: 航空輸送司令部 (de:Lufttransportkommando) （(LTKdo)）初の司令官に就任。

## 受章歴
- 鉄十字章（1939年）
  -  二級
  -  一級
- ドイツ十字章金章 - 第1急降下爆撃航空団（英語版）第I飛行隊の大尉として1941年11月5日受章[1]
- 騎士鉄十字章 - 第3急降下爆撃航空団（英語版）第II飛行隊隊長、大尉として1942年7月15日受章[1]
- 自由十字勲章（英語版）（ フィンランド）
- 黄金空軍前線飛行章（昼間戦闘・対地攻撃）

## 文献
- Nauroth, Holger: Stukageschwader 2 - „Immelmann“ - vom Ursprung bis zur Gegenwart, Verlag K. W. Schütz, 1988. ISBN 3-87725-123-4
- Obermaier, Ernst: Die Ritterkreuzträger der Luftwaffe 1939-1945, Band II Stuka- und Schlachtflieger, Verlag Dieter Hoffmann, Mainz 1976, ISBN 3-87341-021-4
- Jounal of Military History 6: The Society for Military History and The Institute of Military Science, 1987 Helsinki, ISBN 951-95217-9-8
- Luftwaffe Suomessa - in Finnland 1941-1944, Vol. 2, ISBN 951-99072-4-6

（ドイツ語版の記事に挙げられていたもので、翻訳者が項目の作成にあたり、閲覧したものではありません。）